# Beurré de Mérode
Espèce
Classification phylogénétique
Beurré de Mérode est le nom d'une variété de poire.

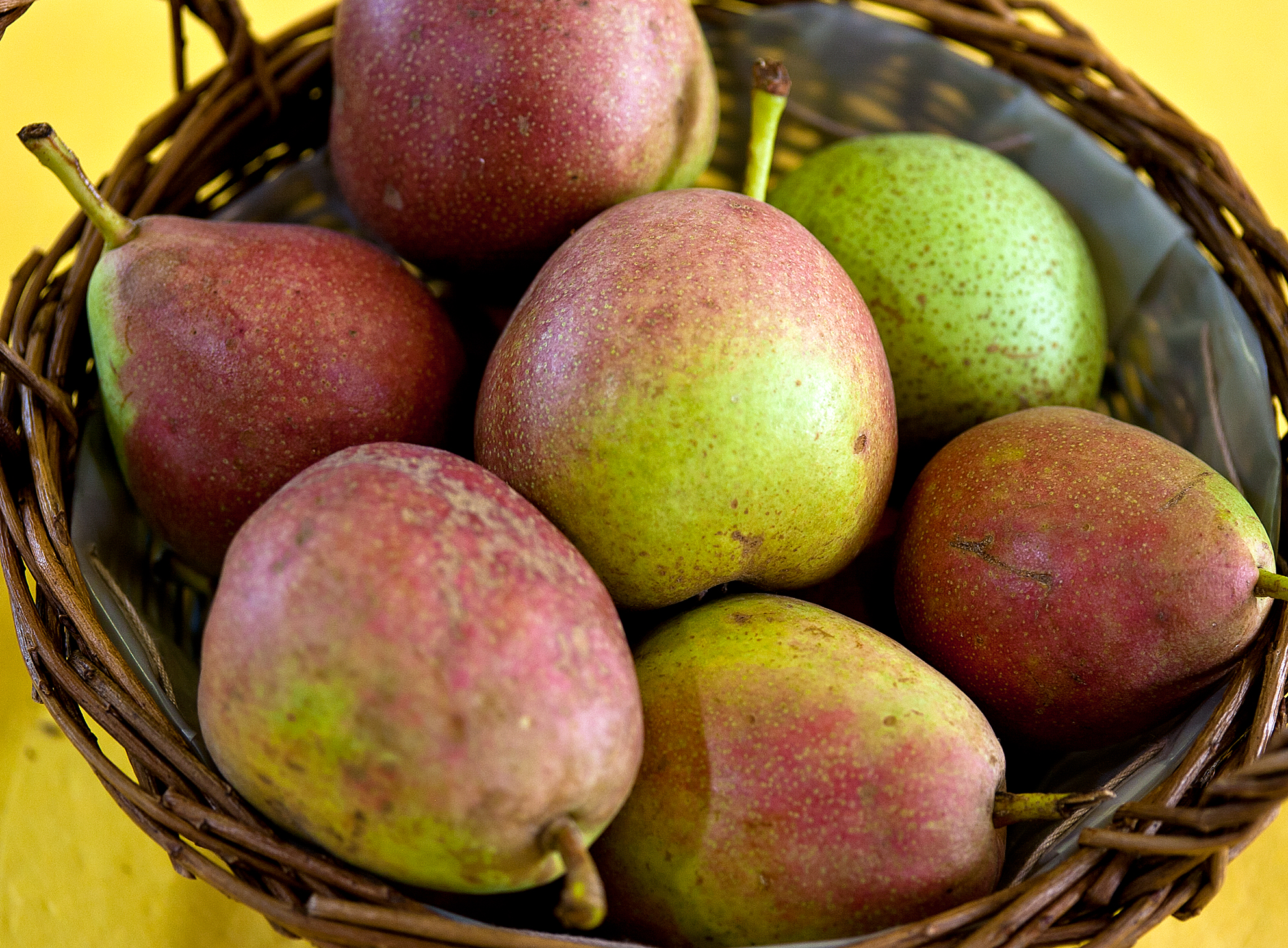
Schweizer Wasserbirne est aussi un synonyme.

## Origine
La poire vient de Belgique, son obtention, par M J.B. Van Mons, date de 1800,. Son nom fait référence à la famille princière de Mérode (Belgique).

## Synonymes
- Doyenné Boussoch,
- Doyenné Boussock,
- Doyenné de Mérode,
- Double Philippe,
- Philippe Double,
- Nouvelle Boussoch[3].
- Sommer Diel,
- Beurré de Mérode-Westerloo,
- Beurré de Westerloo,
- Poire de Mérode,
- Frühe Diel,
- Doppelte Philippsbirne (Allemagne).

## Description

### Description de l'arbre
Rameaux. Assez nombreux.
Fruit d'amateur.

### Description du fruit
Fruit : volumineux, ovoïde fortement globuleux.
Épiderme. D'un beau jaune, couvert en partie de beaux points gris et de taches fauves, parfois carminée sur la partie exposée au soleil.
Pédicelle.
Œil. Sorti en éperon.
Chair. Blanc de neige, un peu grossière, semi-fondante, exempte de pierre.
Qualité. eau suffisante, sucrée, vineuse, agréablement acidulée, rarement bien aromatique.
Maturité.Difficile à déterminer : mi-septembre à mi-octobre.

### Maturité
C'est un des fruits dont le point de maturité est des plus difficiles à déterminer. Ce qui en fait un fruit de deuxième ordre, la poire étant dépourvue d'intérêt lorsqu'elle est trop mûre.

## Culture
On le greffe plutôt sur franc, du fait de sa faible vigueur.

## Utilisations
Très bonne poire à croquer fraiche, juste avant complète maturité..